# Mithridates V Euergetes
Mithridates V Euergetes av Pontus, död 120 f. Kr., var regerande kung av Pontus mellan 150 f.Kr. och 120 f. Kr.
Av okänd anledning efterträdde han inte sin far på tronen. Istället efterträddes fadern av hans farbror och faster. Efter deras död omkring år 150 kunde han slutligen tillträda tronen. 
Han fortsatte sin farbror vänskap med Rom och bidrog med militär hjälp under både tredje puniska kriget och Roms krig mot Pergamon. Som belöning mottog han provinsen Frygien, som dok återgick till Rom vid hans död. 
Han beskrivs som en mecenat för grekisk kultur i det helleniserade men ändå halvt persiska Pontus. Han förgiftades av okända orsaker under en festbankett i Sinope. 